# Ictalurus pricei
Ictalurus pricei är en fiskart som först beskrevs av Rutter, 1896.  Ictalurus pricei ingår i släktet Ictalurus och familjen Ictaluridae. IUCN kategoriserar arten globalt som sårbar. Inga underarter finns listade i Catalogue of Life.